# Pogonopoma obscurum
Pogonopoma obscurum är en fiskart som beskrevs av Quevedo och Roberto Esser dos Reis 2002. Pogonopoma obscurum ingår i släktet Pogonopoma och familjen Loricariidae. Inga underarter finns listade i Catalogue of Life.